# キャプチャ (録画ソフト)
画面キャプチャ (video capture) とは、コンピュータ等の画面に出力される映像情報を静止画または動画ファイルとして取り込み保存するという行為のこと。これを実現するためコンピュータに搭載するハードウェアは「キャプチャデバイス」、ソフトウェアは「キャプチャソフト」と呼称される。本稿では、主に動画のキャプチャについて記述する。静止画についてはスクリーンショットも参照。

## キャプチャ対象
パソコン上でキャプチャするものとして、以下のものが対象として挙げられる。
テレビ放送
地上デジタル放送に対応している製品が主に使用される。
日本の地上デジタルテレビ放送対応キャプチャデバイスは、自作パソコン用パーツや外付けユニットでは、B-CASによる厳しいデータ暗号化の基準を満たせなかったため、まずメーカー製パソコンに内蔵される形で発売された。2008年5月より基準が緩和され、一般的なPCへ増設可能なキャプチャデバイスが数社から発売された。
しかし、なお厳しい暗号化を要求され、導入条件や運用にかなりの制限がある。そのためアナログ地上波による放送 (NTSC) の時のようなキャプチャした動画の自由な編集は困難である。日本国内においてはデジタルテレビ放送の複製に厳しい規制があるが、他国では、デジタルテレビ放送の動画データを、容易かつ制限なく取り込める機器が発売されている。
各種映像機器からの入力
ビデオデッキや監視カメラなど、他のAV機器等からの映像を取り込む。アナログ信号の場合はコンポジット信号やS-Video信号、デジタル信号の場合はHDMIデータをキャプチャする方法が主流である。
再生中の動画ファイルやストリーミング放送
ストリーミング配信されている動画などを含め、現在再生中の動画を違う形式で保存する。一般的にはキャプチャソフトウェアではなく変換ソフトウェアを利用する。一部の変換ソフトが利用できない場合など、条件によっては再生中の動画を静止画の連続としてキャプチャする方法もあるが、確実性の高いものではなく、一般的ではない。
GUIの操作画面
ウィンドウ操作やアプリケーションソフトウェアなどのGUIを操作している状況をキャプチャし動画として保存する。

## 必要とする機材

### ハードウェア

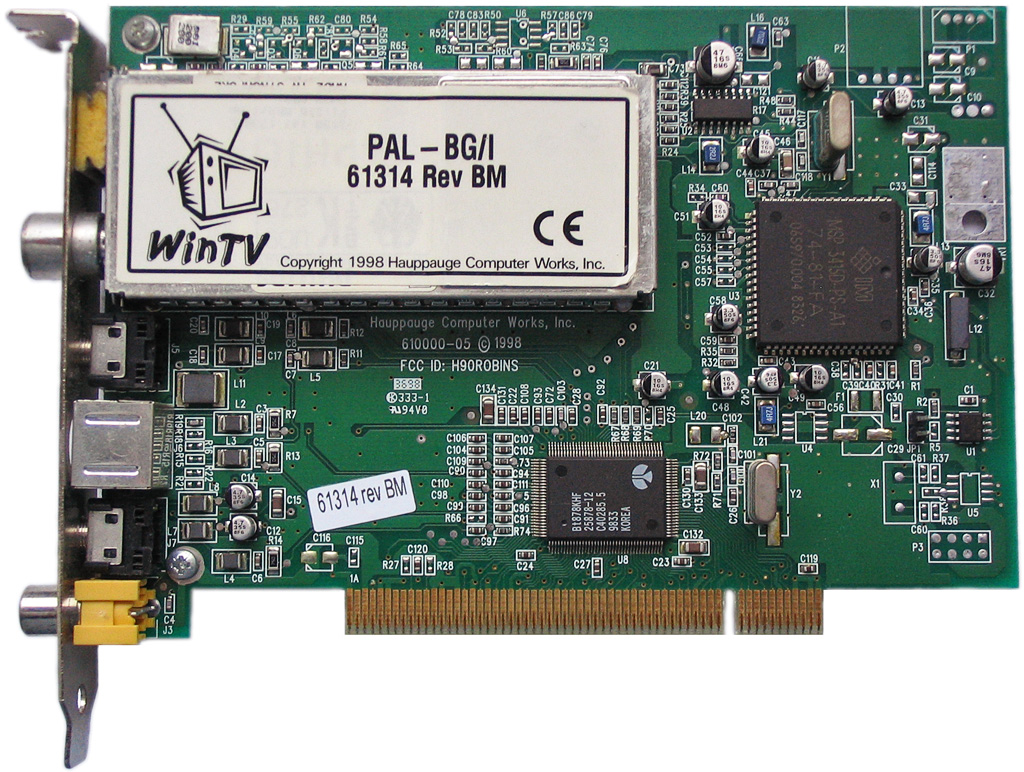
PCI接続のキャプチャカード

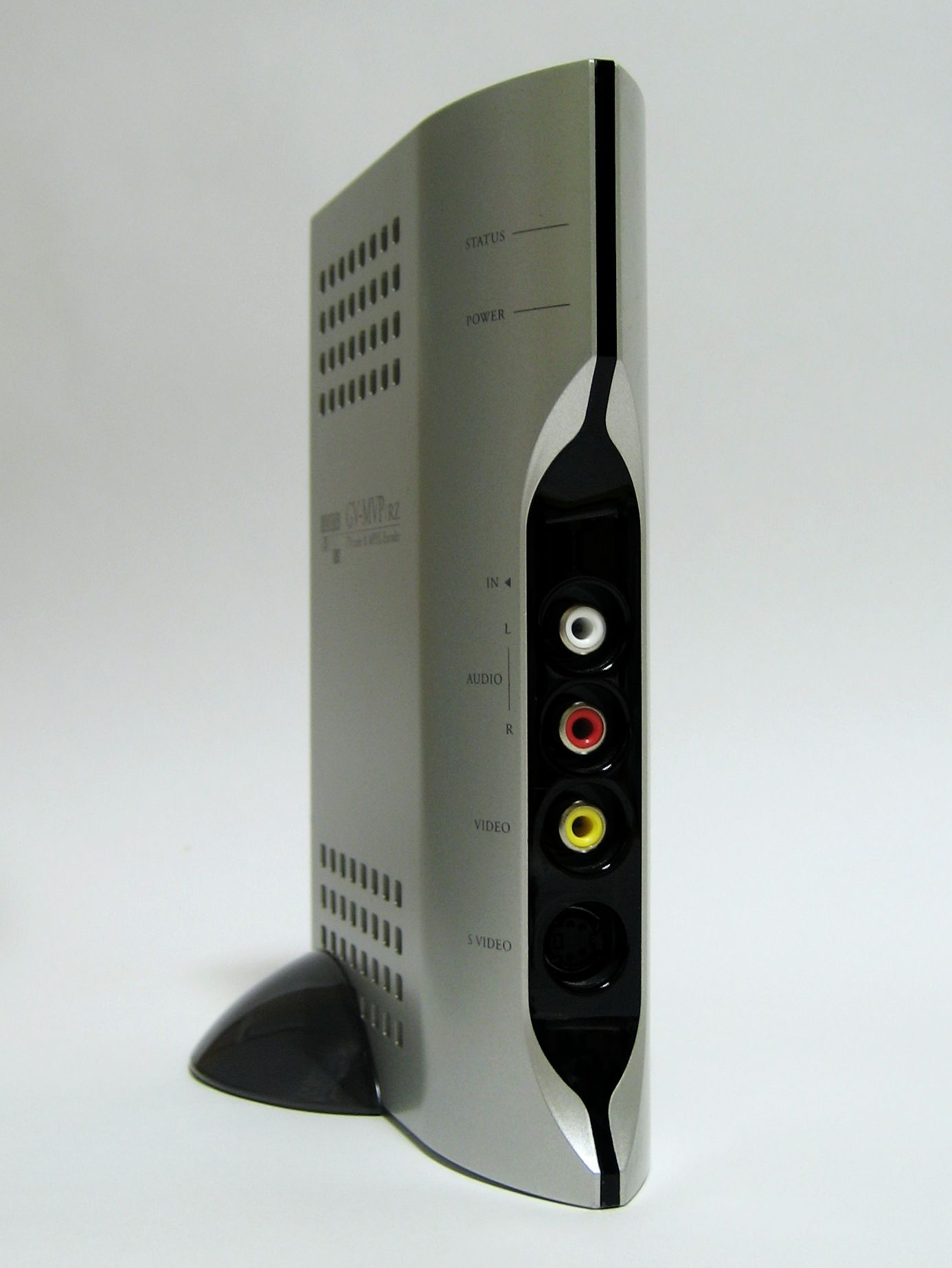
USB外付けTVチューナー

テレビ放送やビデオテープに記録された映像をパソコンに取り込むためには、放送信号や、映像再生機器が出力する信号を受け取るためのハードウェアが必要となる。このようなハードウェアをキャプチャデバイスと呼ぶ。既製のテレビパソコンにおいて、キャプチャが利用できる場合は、キャプチャデバイスが予め搭載され、すぐに利用できるようにセットアップが行われている。
キャプチャデバイスを別途用意する場合には、拡張カードをパソコンに内蔵するか、もしくはUSBやIEEE 1394など外部ハードウェアインタフェースを利用し外付けとする。内蔵する場合、デスクトップパソコンではPCIやPCI Express、ノートパソコンにおいてはPCカードによって接続する。これら拡張カードは一般的にキャプチャカードと呼ばれる。ビデオ信号の入力以外にテレビチューナを搭載した製品は、テレビ放送の受像のみ可能な製品も含めテレビチューナカードと総称される。
外付けとする場合は、USBやIEEE 1394により接続する。高解像度・高フレームレートの動画はデータサイズが大きくなるため、より高速なデータ転送が可能な規格を用いることが望ましい。
PCとはケーブル一本で接続できるため、PC本体の拡張スロットに挿入するキャプチャカードに比較して簡便である。画質面においてパソコン内部より発生するノイズの影響が少ないためPC内部に増設する製品に比較しててアドバンテージがあることもある。

### ソフトウェア
ハードウェアを制御するキャプチャソフトは単体でも販売・提供されているが、ハードウェアには一般的にキャプチャを行うためのソフトウェアが付属する。
キャプチャソフトは数種類のものが開発されており、インターネット上の電子番組ガイド (iEPG) への対応、MPEG-2での録画後に自動的にMPEG-4へ変換、デジタルオーディオプレーヤーに転送する等の機能を備えるものもある。iTunesとの連携によって、深夜に録画した番組を自動的に翌朝までに動画再生対応のiPodに転送するシステム等はその一例である。

## エンコーディング
キャプチャした動画はデータ量を削減するため、MPEG-2やMPEG-4にエンコードして保存されるのが一般的である。画質低下が許容できない、また、キャプチャ後の編集時の画質劣化を最小限にするなどの目的がある場合は無圧縮形式で保存されることもあるが、圧縮動画に比べてデータ量は非常に大きくなるため、大容量かつ高速なデータ転送能力を持つ記録装置が要求される。
キャプチャ時のエンコーディング処理は、キャプチャデバイスに搭載されたエンコーディングを行う専用チップを使用するものと、PCのCPUを用いてソフトウェアによって行うものに大別される。PC上のGPUを用いてエンコーディングを行う場合も、ハードウェアエンコーディングと呼ばれることがある。
ソフトウェアエンコード
キャプチャデバイスで得られたフレームデータをPC上で動作するソフトウェアによってエンコードする。一般的に動画データの処理には高いCPU性能が要求される。性能の低いCPUを利用している場合、作成された動画にコマ落ちや、音声と動画のズレなどが発生することがある。CPUによっては動画エンコーディング支援機能が搭載されているものがあり、これを利用すると処理負荷を下げることができる。
ハードウェアエンコード
キャプチャデバイスに搭載されたエンコード用LSIによってエンコードを行う。映像データの処理はキャプチャデバイス内で完結しているため、PCのCPUはキャプチャデバイスからエンコード済みのデータを受け取り、記憶装置に書き込むという仕事のみを行う。使用するキャプチャデバイスによっては専用のソフトウェアやデバイスドライバを必要とすることがある。

## キャプチャ時の設定

### 解像度
地上波アナログ放送やその他SDTV映像では、ITU-R BT.601に規定されている720×480 (NTSCの場合)が最大の解像度である。携帯型の機器での利用等の用途によっては、400×400や512×384などの低解像度でキャプチャすることもある。これにより保存されるデータ量をより小さくすることができる。デジタル放送の場合、一般に1440×1080（地上波デジタル）や1920×1080（BS/CS110）の高解像度でキャプチャする。一度キャプチャした動画は、後からソフトウェアによって解像度を変換することができる。

### コーデック・ビットレート
保存時のコーデックについては、保存後のファイルをそのままDVD-VideoにしてDVDに書き込みやすくするため、映像部分はMPEG-2 へエンコードし、音声部分はリニアPCM形式で保存できるものが多い。携帯型メディアプレーヤーに直接転送して再生するためにはMPEG-4形式で圧縮、保存すると便利である。
ビットレートはMPEG-2の場合、キャプチャに利用するソフトウェアの初期設定で映像部分が6Mbps程度になっていることが多い。この場合DVD-Video形式でDVDに書き込むと約2時間の映像を記録できる。キャプチャ時に最大で15Mbpsほどで保存できるハードウェアもある。
デジタル放送の場合には放送形式がMPEG2-TS形式（映像部MPEG-2、音声部AAC）のため、これをそのまま取り込み、暗号化してから保存媒体に出力する製品が多い。ビットレートは24～40Mbps程度となる。この暗号化は元々のMULTI2形式に加え、マシンやOS、保存フォルダ名などの固有情報を利用したものであるため、日本国内において正規に発売されているキャプチャデバイスを用いた場合、保存した動画をHD画質のまま編集、再圧縮することはできない。利用法として単純な視聴とBlu-ray Discなどへのムーブによる保存だけが想定されている。

## 各プラットフォームでのキャプチャ
Windows
キャプチャ製品の多くはWindowsに対応している。但し、Windows VistaではOS仕様の変更により、XP以前で動作していたソフトウェアがそのまま動作しなくなってしまうこともあった。Windows XP Media Center Edition 2005やWindows Vista Home Premiumなどに搭載されているWindows Media Centerに対応した製品では、ソフトに依存することなく利用することができたが、Windows 10でWindows Media Centerは廃止されたため利用できなくなった。
macOS
一部のUSB・IEEE 1394 (FireWire) 接続の製品が利用できる。また、Boot CampでWindowsを動作させ、その上で製品を使うことも考えられる。
Linux
PC/AT互換機ではPCI及びPCカード、USB接続の製品が利用可能。また、USB接続の物やハードウェアエンコードの物のうち、一部の物は動作実績がある。 Unix系OSはデバイスをファイルとして操作できるため、cat /dev/video0 > foo.mpeg のように直接デバイスファイルからデータを取り出す形式でキャプチャを行うことができる場合もある。
LinuxではキャプチャデバイスへのアクセスをVideo for Linux (V4L) というAPIにて標準化しているため、カーネルに適切なデバイスドライバが組み込まれていれば、共通したAPIにてビデオキャプチャが可能になる。多くのLinux用のビデオキャプチャソフトウェアはV4Lに対応している。
FreeBSD
Linux用のソフトがオープンソースで提供されているものについては、理論上はFreeBSDでの動作も可能と考えることはできる。ただし、環境構築への障壁はさらに高くなる。動作例はわずかに報告がある。
その他のオペレーティングシステム
MSXで静止画キャプチャシステムが提供されていた。MSX用フリーソフトの一部には、MSX2+以降の自然画モードとビデオキャプチャーカートリッジを利用して、パラパラ動画ながら、動画をFDまたはHDDへ録画するものも存在する。